# Blaszki grzyba

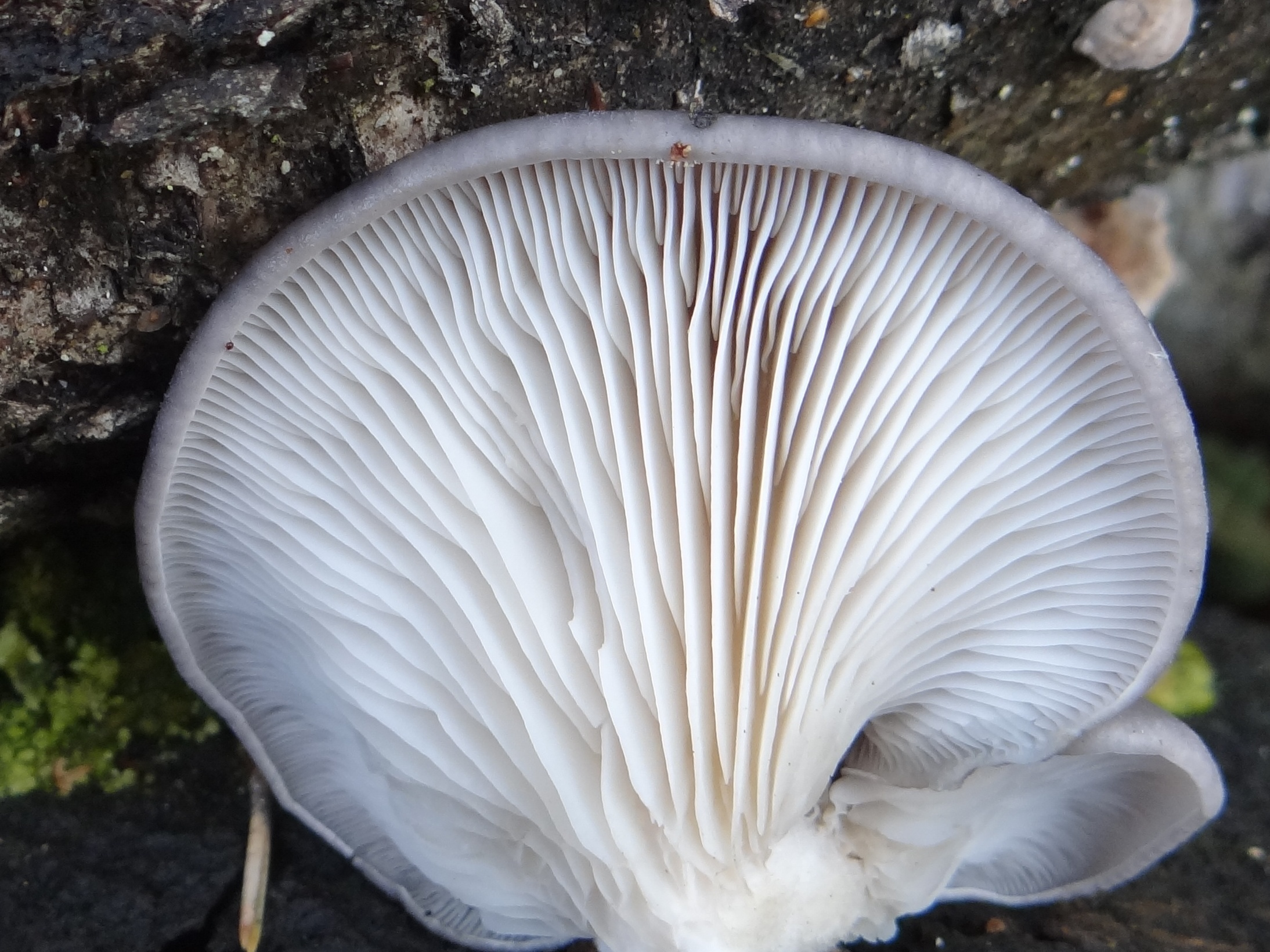
Blaszki i blaszeczki boczniaka ostrygowatego

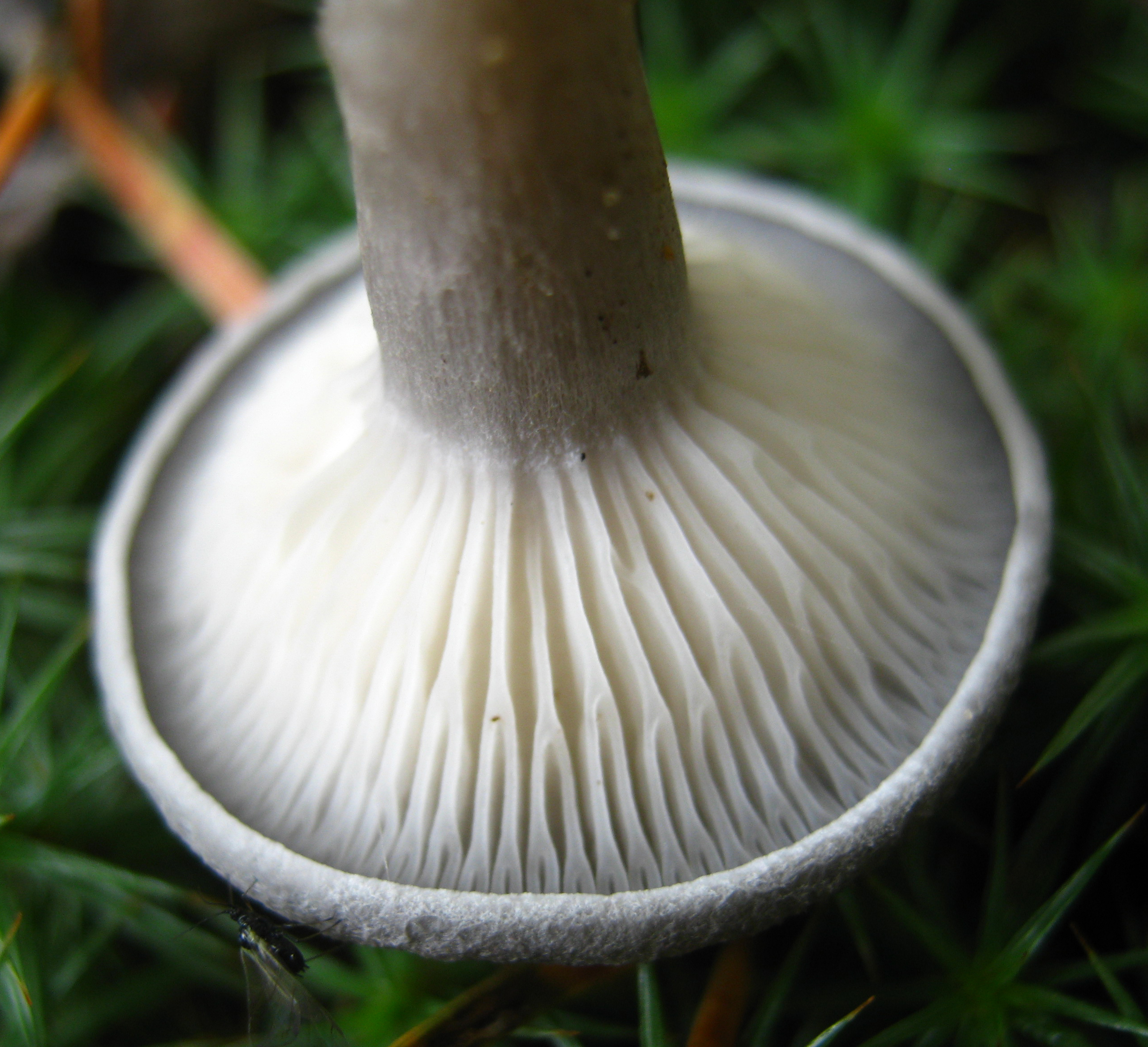
Rozwidlone blaszki pieprzniczki szarawej

Blaszka (lamella) – typ hymenoforu, element budowy owocnika grzybów owocnikowych, na którym tworzy się hymenium, zwane także warstwą hymenialną lub obłocznią. W hymenium wytwarzane są zarodniki. U grzybów kapeluszowych występują zawsze na spodniej stronie kapelusza i rozchodzą się promieniście od jego trzonu do brzegu. Czasami pomiędzy blaszkami dochodzącymi do trzonu (są to tzw. blaszki kompletne) występują blaszeczki (międzyblaszki), które odchodzą od brzegów kapelusza między blaszkami, nie dochodzą jednak do trzonu.
Budowa i barwa blaszek oraz sposób ich rozmieszczenia jest często cechą gatunkową pomagającą w rozpoznaniu danego gatunku. Pod uwagę bierze się następujące ich cechy:
- Barwa. Aby ją prawidłowo ocenić należy oglądać blaszkę z boku, po przekrojeniu owocnika. Barwa blaszek często zmienia się wraz z dojrzewaniem owocnika, zwykle blaszki przyjmują barwę od wytwarzanych zarodników. Np. u pieczarek blaszki początkowo są białawe, później stają się coraz ciemniejsze – różowe, brązowe, w końcu ciemnobrązowe.
- Ostrze lub krawędź blaszki. Może być tej samej barwy co blaszka, lub innej. U blaszek białych może być barwne, u ciemnych zazwyczaj ostrze jest jaśniejsze. Może być gładkie lub postrzępione. U niektórych gatunków występują na krawędziach blaszek cheilocystydy – często inaczej zabarwione niż pozostała część blaszki.
- Sposób przyrastania blaszek do trzonu. Wyróżnia się kilka jego rodzajów:
  - blaszki wolne – gdy blaszki nie łączą się z trzonem
  - blaszki wykrojone – gdy są przyrośnięte do trzonu tylko częściowo
  - blaszki przyrośnięte – gdy całkowicie przyrastają do trzonu
  - blaszki zbiegające – gdy nie tylko całkowicie przyrastają do trzonu, ale dodatkowo schodzą po nim w dół
  - blaszki zbiegające z ząbkiem – gdy w zbiegającej blaszce w pobliżu trzonu występuje wcięcie

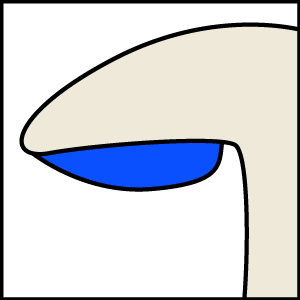
Blaszki wolne
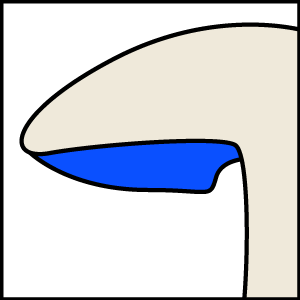
Blaszki wykrojone
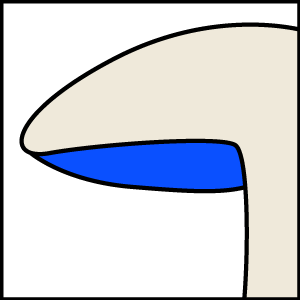
Blaszki przyrośnięte
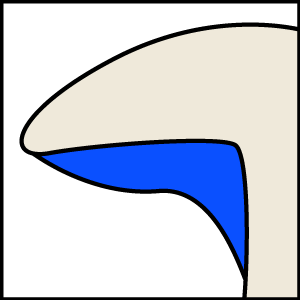
Blaszki zbiegające
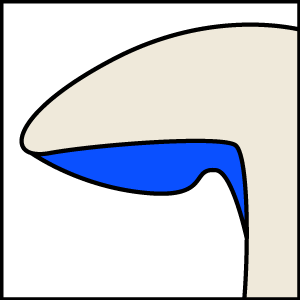
Blaszki zbiegające z ząbkiem

- Rodzaje blaszek. Wyróżnia się blaszki kompletne i międzyblaszki, zwane też blaszeczkami. Blaszki kompletne (zwane także pełnymi) to takie, które dochodzą od brzegu do samego trzonu, międzyblaszki, to takie, które zaczynają się przy brzegu, ale nie dochodzą do trzonu.
- Gęstość, czyli odległość między sąsiednimi blaszkami. Wyróżnia się blaszki gęste, średnio gęste i rzadkie.
- Grubość. Wyróżnia się blaszki grube lub cienkie
- Szerokość. W zależności od stosunku długości blaszki do jej szerokości wyróżnia się blaszki szerokie lub wąskie
- Liczba blaszek i blaszeczek. Liczbę blaszek kompletnych określa się literą L, np. L = 35–50 oznacza, że w kapeluszu jest 35–50 blaszek kompletnych. Liczbę blaszeczek określa się literą l, np. l = 3–7 oznacza, że pomiędzy dwoma blaszkami kompletnymi jest od 3 do 7 blaszeczek.

U niektórych gatunków blaszki mogą się rozwidlać, bądź u podstawy łączyć poprzecznymi blaszkami, zwanymi anastomozami. Czasami występuje nietypowy hymenofor przypominający blaszki. Może mieć postać grubych fałdów, jak np. u pieprznika jadalnego, niekiedy fałdy te rozgałęziają się i ponownie łączą. U rozszczepki pospolitej blaszki rozszczepione są na dwie części.